# SP-191
A SP-191 é uma rodovia transversal do estado de São Paulo, administrada pelo Departamento de Estradas de Rodagem do Estado de São Paulo (DER-SP) e pelas concessionárias Intervias e EixoSP.

## Denominações
Recebe as seguintes denominações em seu trajeto:
- Nome:	Wilson Finardi, Rodovia;	  De - até:	SP-147 (Mogi-Mirim) - Rio Claro
- Nome:	Irineu Penteado, Rodovia;   De - até:	Rio Claro - Charqueada
- Nome:	Carlos Mauro, Rodovia;   De - até:	Charqueada - São Pedro
- Nome:	Sem denominação;	  De - até:	São Pedro - Santa Maria da Serra (sobreposta a SP-304)
- Nome:	Geraldo de Barros, Rodovia;   De - até:	Santa Maria da Serra - São Manuel

## Descrição
| Km  | Município            | Região geográfica imediata |
| 0   | Mogi Mirim           | Mogi Guaçu                 |
| 10  | Conchal              | Araras                     |
| 25  | Araras               | Araras                     |
| 58  | Rio Claro            | Rio Claro                  |
| 80  | Ipeúna               | Rio Claro                  |
| 93  | Charqueada           | Piracicaba                 |
| 106 | São Pedro            | Piracicaba                 |
| 133 | Santa Maria da Serra | Piracicaba                 |
| 149 | Anhembi              | Botucatu                   |
| 159 | Botucatu             | Botucatu                   |
| 185 | São Manuel           | Botucatu                   |

## Características

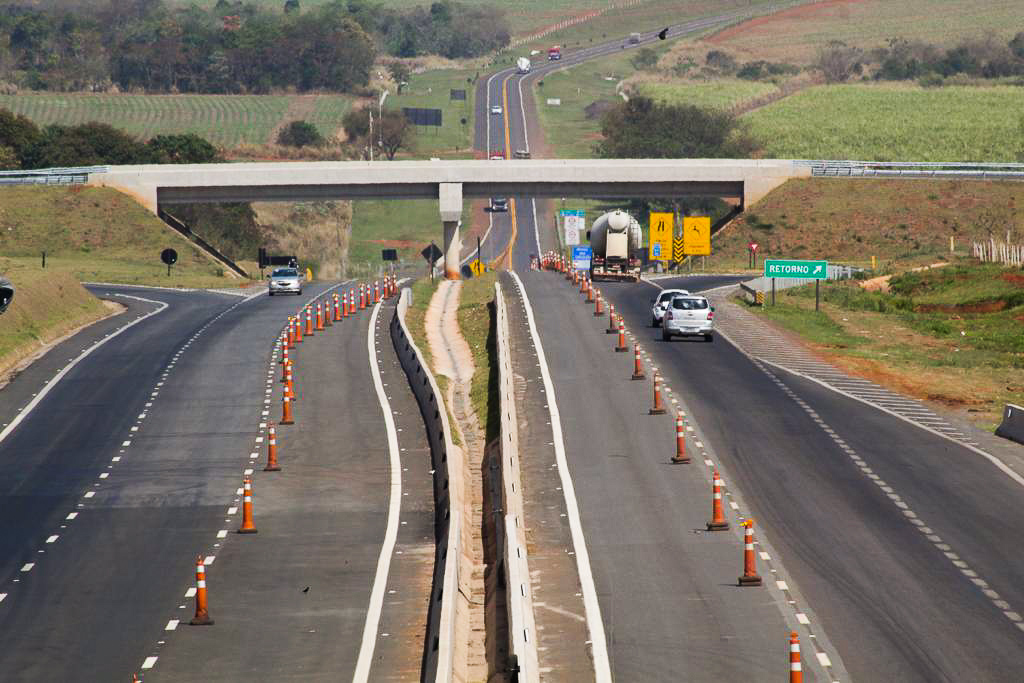
Trecho da SP-191 em Araras.

### Extensão
- Km Inicial: 0,000
- Km Final: 196,100

### Localidades atendidas
- Mogi Mirim
- Conchal
- Araras
- Rio Claro
- Ipeúna
- Charqueada
- São Pedro
- Santa Maria da Serra
- Anhembi
- Botucatu
- São Manuel